# Kuliak-Sprachen

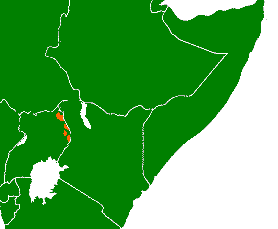
Verbreitungsgebiet der Kuliak-Sprachen

Die Kuliak-Sprachen (manchmal auch Rub-Sprachen genannt) – Icetot, Soo und Nyang'i – werden bzw. wurden bei kleinen Restvölkern in den Bergen Nordost-Ugandas gesprochen. Sie sind ein Zweig der Nilo-Saharischen Sprachen, wahrscheinlich in deren Ost-Sudanischem Zweig, obwohl Linguisten um den Platz in dieser Sprachfamilie noch diskutieren. Auf das Kuliak gab es einen starken Einfluss durch die kuschitischen Sprachen und in neuerer Zeit durch die nilotischen Sprachen. Dieser Einfluss zeigt sich in Vokabular und Phonologie. Von Bernd Heine und von Christopher Ehret gibt es Versuche, ein Proto-Kuliak zu rekonstruieren. Soo und Nyang’i bilden eine Subgruppe West-Kuliak (Ngangea-So) gegenüber dem Icetot, das dem Ost-Kuliak zuzuordnen ist. Es wird vermutet, dass Kuliak-Elemente auch im Oropom beobachtbar sind, falls es noch existiert.
Icetot wird heute von ca. 7.000 Ik gesprochen. Das Soo wird vom Volk der Soo (ca. 4.000–10.000) kaum noch gesprochen, Erstsprache ist bei ihnen heute das Karamojong. Das Nyang’i ist ausgestorben (gleichfalls ersetzt durch Karamojong).
Alternative Bezeichnungen der Sprachen:
- Soo: So, Tepes, Tepeth
- Nyang'i: Nuangeya, Nyuangia, Nyangiya, Nyangia, Ngangea, Gyangiya, Nyangeya, Ngiangeya, Nipori, Niporen, Poren, Ngapore, Upale
- Icetot: Ik, Icietot, Teuso, Teuth, Ngulak